# Nagasawa Takuya
Takuya Nagasawa (長澤 拓哉 Nagasawa Takuya, sinh ngày 10 tháng 4 năm 1993) là một cầu thủ bóng đá người Nhật Bản. Anh thi đấu cho Kamatamare Sanuki.

## Sự nghiệp
Takuya Nagasawa gia nhập câu lạc bộ tại Japanese Regional Leagues Artista Tomi năm 2012. Năm 2013, anh vào Đại học Ryukoku. Năm 2017, anh gia nhập câu lạc bộ tại J2 League Kamatamare Sanuki.

## Thống kê câu lạc bộ
Cập nhật đến ngày 22 tháng 2 năm 2018.
| Thành tích câu lạc bộ | Thành tích câu lạc bộ | Thành tích câu lạc bộ | Giải vô địch | Giải vô địch | Cúp                   | Cúp                   | Tổng cộng | Tổng cộng |
| Mùa giải              | Câu lạc bộ            | Giải vô địch          | Số trận      | Bàn thắng    | Số trận               | Bàn thắng             | Số trận   | Bàn thắng |
| Nhật Bản              | Nhật Bản              | Nhật Bản              | Giải vô địch | Giải vô địch | Cúp Hoàng đế Nhật Bản | Cúp Hoàng đế Nhật Bản | Tổng cộng | Tổng cộng |
| --------------------- | --------------------- | --------------------- | ------------ | ------------ | --------------------- | --------------------- | --------- | --------- |
| 2017                  | Kamatamare Sanuki     | J2 League             | 2            | 0            | 0                     | 0                     | 2         | 0         |
| Tổng                  | Tổng                  | Tổng                  | 2            | 0            | 0                     | 0                     | 2         | 0         |